# Sri-Kamadchi-Ampal-Tempel

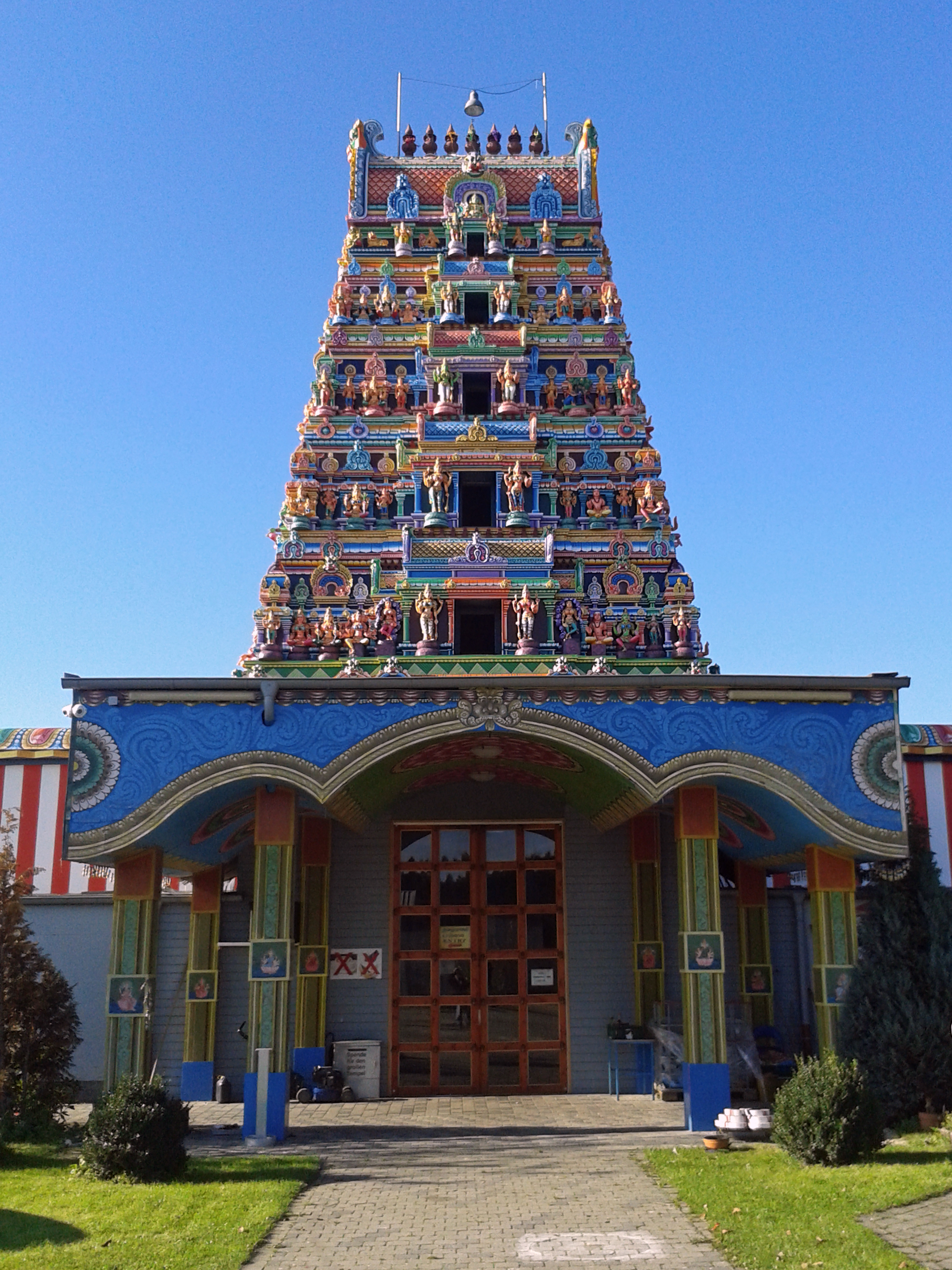
Sri-Kamadchi-Ampal-Tempel in Hamm

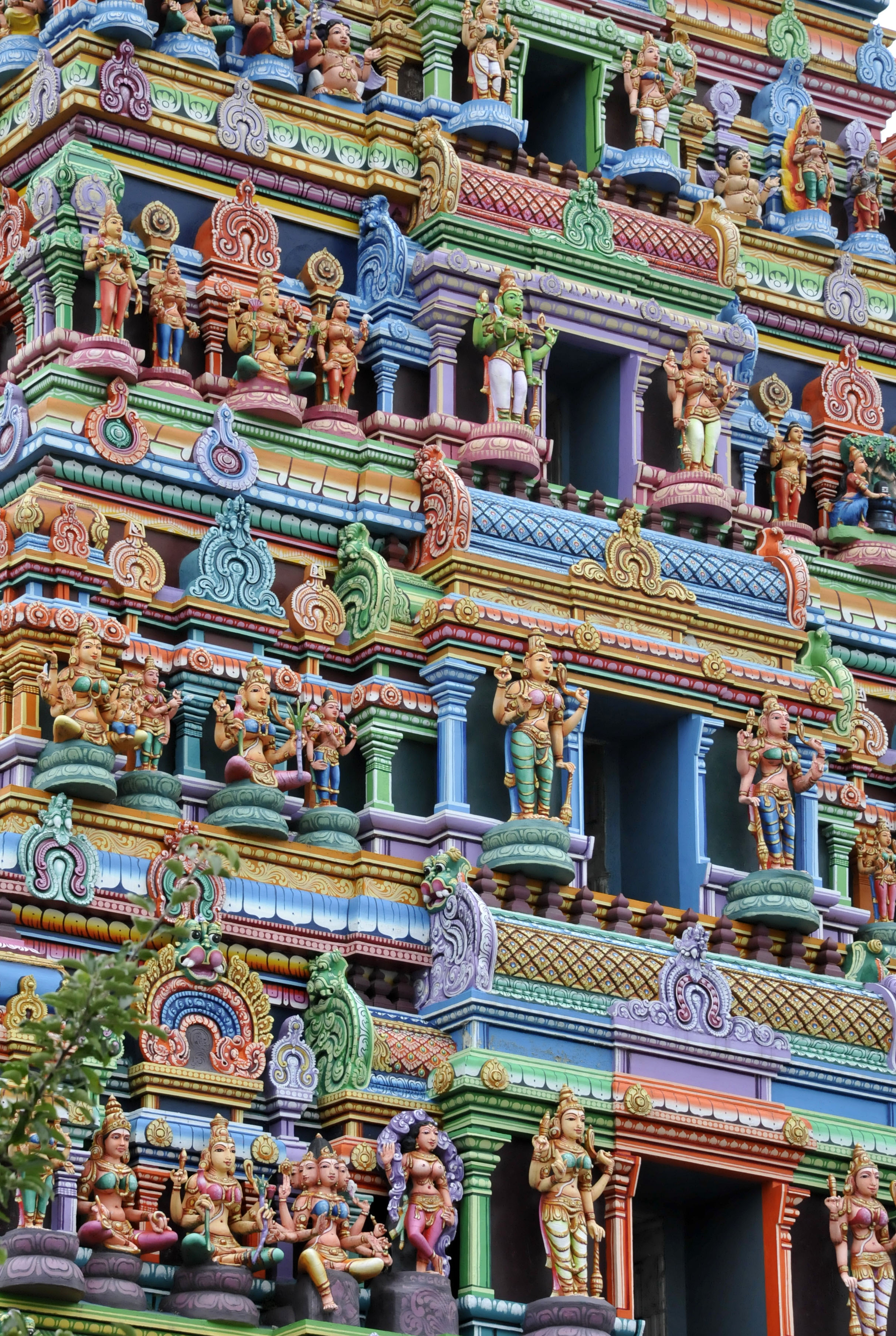
Sri-Kamadchi-Ampal-Tempel, Detail

Der Sri-Kamadchi-Ampal-Tempel in der Stadt Hamm (Westf.) war bei seiner Fertigstellung und Einweihung am 7. Juli 2002 der größte Dravida-Tempel Europas und nach dem im nordindischen Nagara-Stil errichteten Neasden-Tempel in London der zweitgrößte hinduistische Tempel in Europa überhaupt.
Der Tempel erfüllt die Anforderungen einer Körperschaft des öffentlichen Rechts (KdöR). Er wird deshalb auch als Hauptsitz der Hinduistischen Gemeinde in Deutschland angesehen. Dieser Tempel und weitere werden von dieser KdöR unterhalten und verwaltet.
Zur Hindu-Gemeinde in Nordrhein-Westfalen zählen über 3000 Menschen. Etwa 45.000 tamilische Hindus leben insgesamt in der Bundesrepublik Deutschland.

## Geschichte

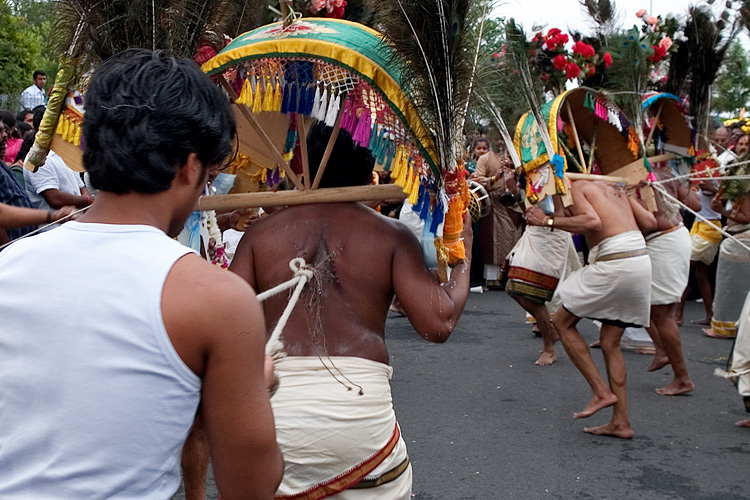
Kavadi-Tänzer beim Sri-Kamadchi-Ampal-Tempelfest 2007

Die Geschichte des Tempels begann 1989 als kleiner Andachtsraum im Keller der Mietwohnung des tamilischen Priesters Siva Sri Arumugam Paskarakurukkal, der heute auch Manager, Ritualexperte, spiritueller Führer und Vorstand des Tempels ist, im Westen von Hamm. Dieser war vier Jahre zuvor – wie zahlreiche andere Tamilen – als Bürgerkriegs-Flüchtling aus Sri Lanka nach Deutschland gekommen und im nahegelegenen Flüchtlingslager in Unna-Massen untergebracht worden.
Der Keller genügte jedoch in keiner Weise den gesetzlichen Sicherheitsanforderungen. Bereits 1992 wurden neue Räumlichkeiten gefunden und die Gemeinde zog in die Räume einer in der Nähe liegenden alten Heißmangel-Wäscherei um. Das jährliche Tempelfest mit der öffentlichen Ausfahrt der Göttin fand mit steigenden Teilnehmerzahlen unter behördlichen Auflagen seitens der Stadt bis 1996 statt. Danach gab es mehrere Beschwerden von Anwohnern und eine streitvolle Bürgerversammlung Anfang 1997, so dass die Politik der Stadt darüber befinden musste. Zwar erklärte der Rat der Stadt Hamm, dass „der Tempel Bedeutung für das kulturelle Leben der Stadt erlangt“ habe, und dass die Unterstützung des Vorhabens „Ausdruck für die Offenheit und die Kraft, fremde Sitten und Gebräuche zu integrieren“ sei, aber ein Umzug aus dem Wohngebiet wurde notwendig. Laut dem Oberbürgermeister der Stadt, Thomas Hunsteger-Petermann, sei der Tempel „ein Gewinn für uns alle und eine große Bereicherung für die Stadt Hamm“.
Sodann stand der Umzug des Tempels in ein Gewerbegebiet an. Ab März 1997 wurde im Stadtbezirk Hamm-Uentrop in einem Gewerbegebiet ca. 300 m vom Datteln-Hamm-Kanal entfernt, der für die rituelle Waschzeremonie wichtig ist, ein kleiner Behelfstempel errichtet. Schließlich entstand ab 2000 auf einem gegenüberliegenden Grundstück der Neubau des heutigen großen Hallentempels.
Martin Baumann, damals Religionswissenschaftler an der Universität Hannover, beschäftigte sich in den Jahren 2000 bis 2003 im Rahmen eines DFG-Forschungsprojektes „Rekonstituierung von Sinn mittels Religion in fremdkultureller Umwelt“ intensiv mit der Integration von tamilischen Hindus in Deutschland und begleitete die Tempelerrichtung wissenschaftlich.
Im Juli 2002 feierten rund 3000 Hindus die Einweihung des Sri-Kamadchi-Ampal-Tempels mit einem 13-stündigen Fest. Dazu flogen weltweit eigens 14 Priester ein, um den Tempel und die namensgebende Göttin zu segnen und sie mit Shakti zu erfüllen. Es fanden 45 Tage lang aufwendige Weihe- und Eröffnungsrituale statt, hauptsächlich rituelle Waschungen und Feueropfer. Seitdem ist der Tempel durch zahlreiche Medienberichte europaweit bekannt.
Der Tempel gehört Paskaran zufolge nicht den Tamilen, sondern allen Menschen.
Seit dem 1. März 2017 hat der Tempel und seine Betreiber, die Hinduistische Gemeinde in Deutschland, den Körperschaftsstatus als Öffentlich-rechtliche Religionsgesellschaft. Dieser kann daher die Kultussteuer von gläubigen Hindus erheben.
Am 6. Februar 2022 wurde das Kulturzentrum der Gemeinde feierlich eingeweiht, welches seit dem Beginn der Gemeinde für den interreligiösen Dialog unterstützen soll. Es besteht aus einem großen Saal (welcher für Hochzeiten, Feiern genutzt werden kann), einem Speisesaal (welcher von einer angeschlossenen Küche die Besucher des Tempels mit Essen versorgt), einer Bibliothek, einer Sammlung, mehreren Meditations- und Besprechungsräumen. Priester Paskaran plant in dem Gebäude mehr über den Hinduismus zu lehren und Menschen bei Fragen zu helfen und versuchen sie zu beantworten.

## Architektur

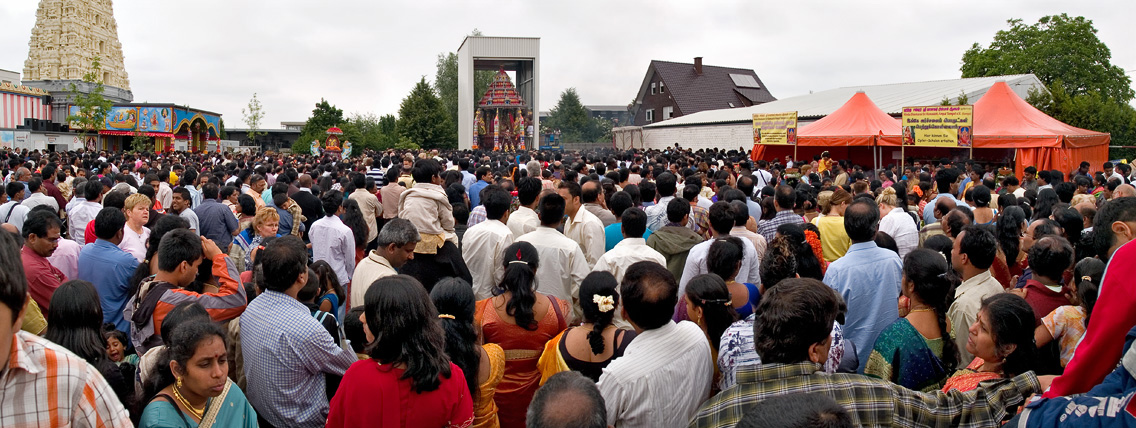
Sri-Kamadchi-Ampal-Tempelfest 2007

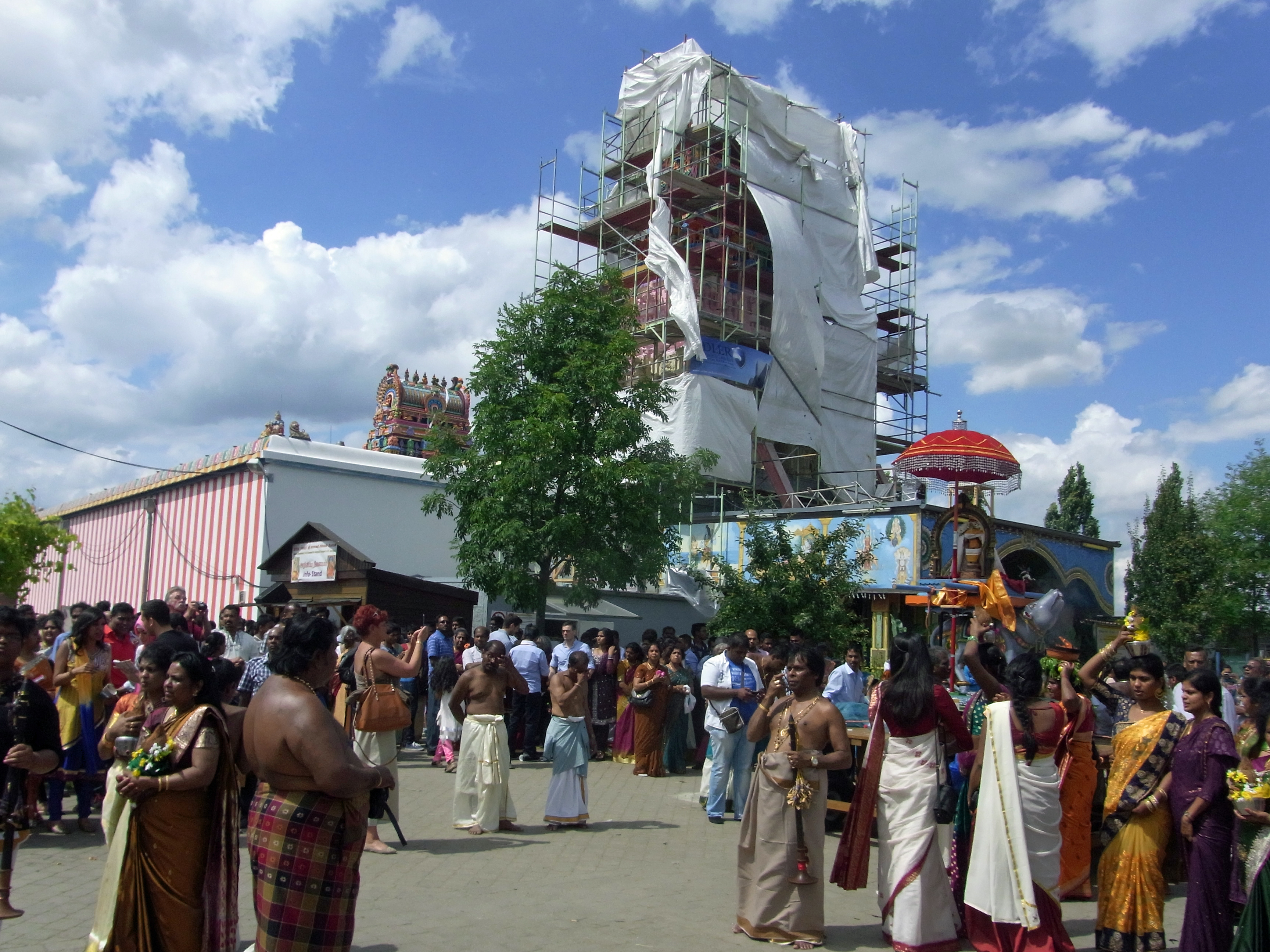
Sri-Kamadchi-Ampal-Tempelfest 2014

Der Hammer Architekt Heinz-Rainer Eichhorst, der zunächst keinerlei Erfahrung im Bau von hinduistischen Tempeln hatte, konzipierte den Hammer Tempel streng nach der Vorlage und dem Stil des Kanchi-Kamakshi-Tempels im südindischen Kanchipuram in Tamil Nadu. In einem Brief des dortigen Priesters, in dem er Pascaran für sein Vorhaben seinen Segen übermittelt, wird er auch als Ablegertempel angenommen. Ebenso wie der Muttertempel steht er in der Tradition des Adi Shankara, eines südindischen Heiligen, Wandermönches und Philosophen, der die Nonduale-Lehre des Advaita-Vedanta entwickelte. Die Baukosten in Höhe von etwa 1,5 bis 1,7 Millionen Euro wurden aus Spenden und Darlehen finanziert.
Grundsteinlegung des Bauwerks mit einer Grundfläche von 27 × 27 m (729 m², U = 108 m) fand im März 2000 statt. Für den Bau, insbesondere für die vielen Skulpturen und Verzierungen, wurden mehrere Tempelbauer aus Indien beschäftigt. Von außen prägen das Gebäude rot-weiße Längsstreifen, der eindrucksvolle Portal-Gopuram ist 17 m hoch. Ihm gegenüber befindet sich noch ein Vimana (kleinerer Tempelturm).
Zu dem Tempel gehört auch ein Hochzeitsraum, in dem mehrmals im Monat hinduistische Hochzeiten geschlossen werden.
Insgesamt schmücken den Bau nicht nur die große Granitstatue der namensgebenden Göttin, sondern auch über 200 weitere Figuren von Gottheiten. Eigene Altäre gibt es unter anderem für Ganesha und Murugan, die Söhne Shivas, die beide auch über eigene Tempel in der Hammer Innenstadt verfügen.
Alle Schreine sind weiß gekachelt und enthalten eine hängende Öllampe, einen goldenen Bogen mit Löwenkopf sowie einen Hocker vor dem Schrein.
2014 wurden die Gopurams im typischen südindischen Stil farbig bemalt.

## Name und Darstellung der Göttin
Der Name „Sri-Kamadchi-Ampal Tempel“, in der Eigenschreibweise der hinduistischen Gemeinde, drückt aus, dass der Tempel der Göttin Kamakshi gewidmet ist: śchrī = respektvolle Anrede, Kamakschi = nach der im Tamilischen verbreiteten Variante காமாட்சி Kāmāṭci [ˈkaːmaːʈʂi] des Sanskrit-Namens कामाक्षी Kāmākṣī, aus kāma „Begehren; Liebe“ und akṣi „Auge“: „die, die Wünsche von den Augen abliest“ oder „die mit den Augen der Liebe“, Ampal = tamilisch „Göttin“. Auf Tamilisch nennt sich der Tempel ஸ்ரீ காமாக்ஷி அம்பாள் ஆலயம்" srī kāmākṣi ampāḷ ālayam.
Neben einer eigens für die Tempelprozession hergestellten Statue der Göttin gibt es noch die Hauptstatue der Göttin im Tempelinneren aus schwarzem Granitstein. Diese stammt direkt aus Kanchipuram (in dieser Stadt liegt der Tempel, an der nach dem Hammer Tempel gebaut worden ist).
Das Bildnis der Kamakshi wird vierarmig dargestellt: mit den Attributen Elefantentreiberstock, einem Band, mit dem sie symbolisch die Welt der Götter mit der der Menschen verbindet, Bogen aus Zuckerrohr und fünf Pfeilen aus Blumen, auf denen ein grüner Papagei sitzt. Kamakshi sitzt im Lotussitz (Padmasana) auf einem Lotus. Unter ihrem Sitz befindet sich das dreidimensionale Sri-Chakra-Zeichen, ein abstraktes, dreieckiges, tantrisches Diagramm (Yantra). Diese abstrakte Darstellung ist für die Göttin weitaus wichtiger als die anthropomorphe Darstellungsform. Sie trägt einen roten Sari und hat einen lächelnden Gesichtsausdruck. Auf dem Kopf trägt sie eine hohe, mondähnliche Krone. Der Körper der Göttin ist mit allerlei Blumen, Goldschmuck, Perlen und Edelsteinen geschmückt. Die Göttin trägt mehrere Girlanden um ihren Hals.

## Tempelfest und Rituale

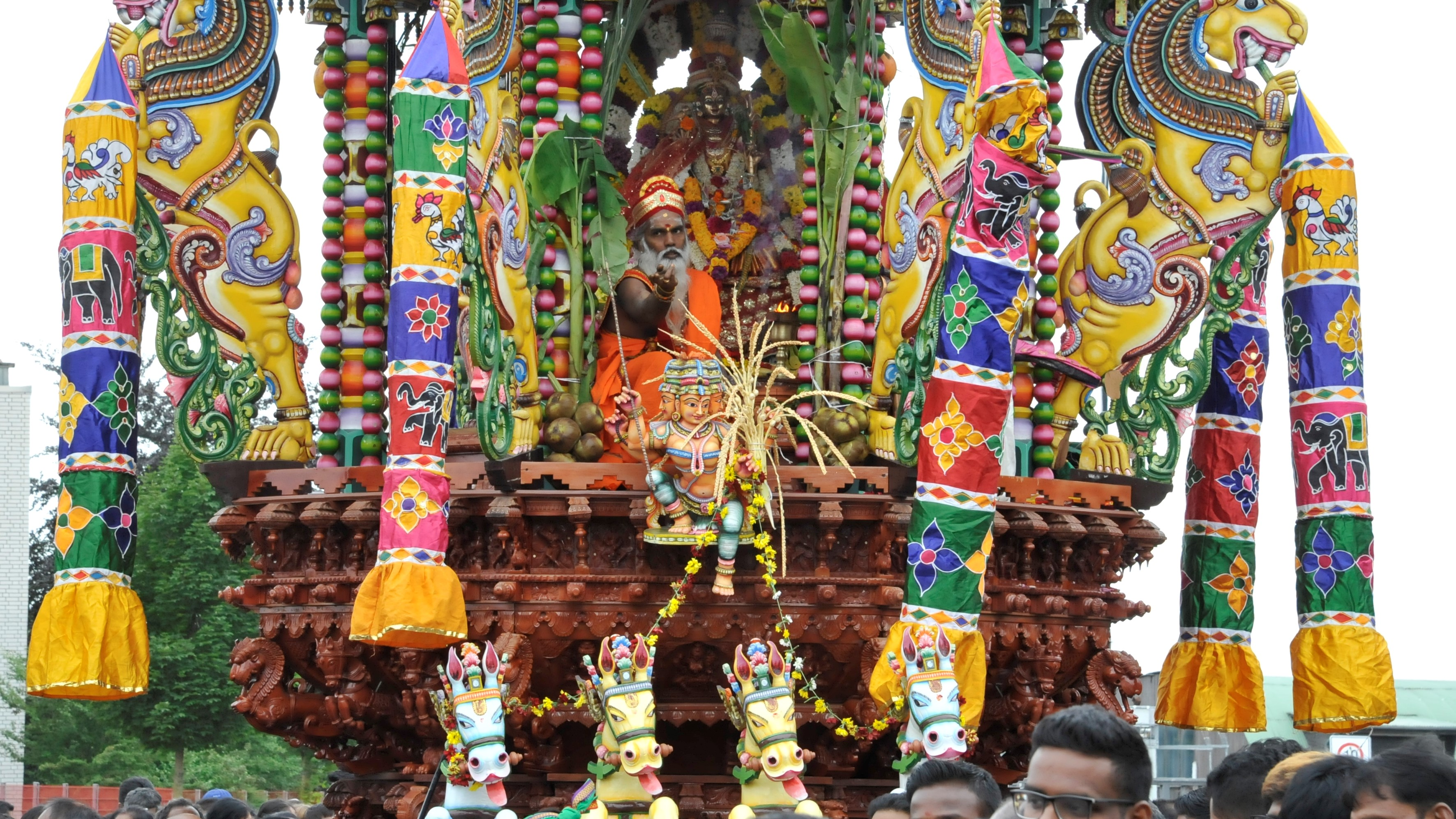
Tempelwagen (2018)

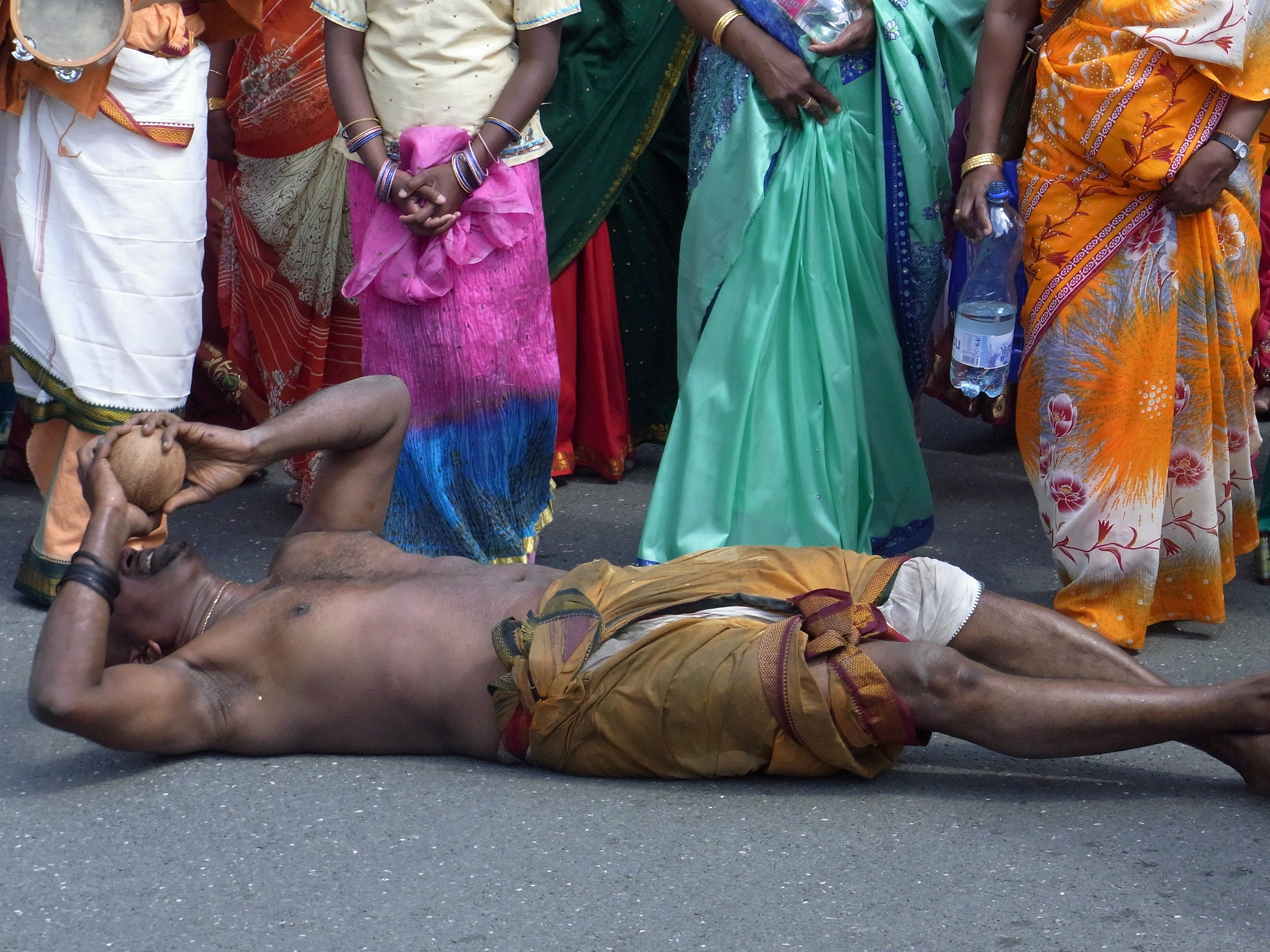
Gläubiger rollt bei der Prozession hinter dem Tempelwagen

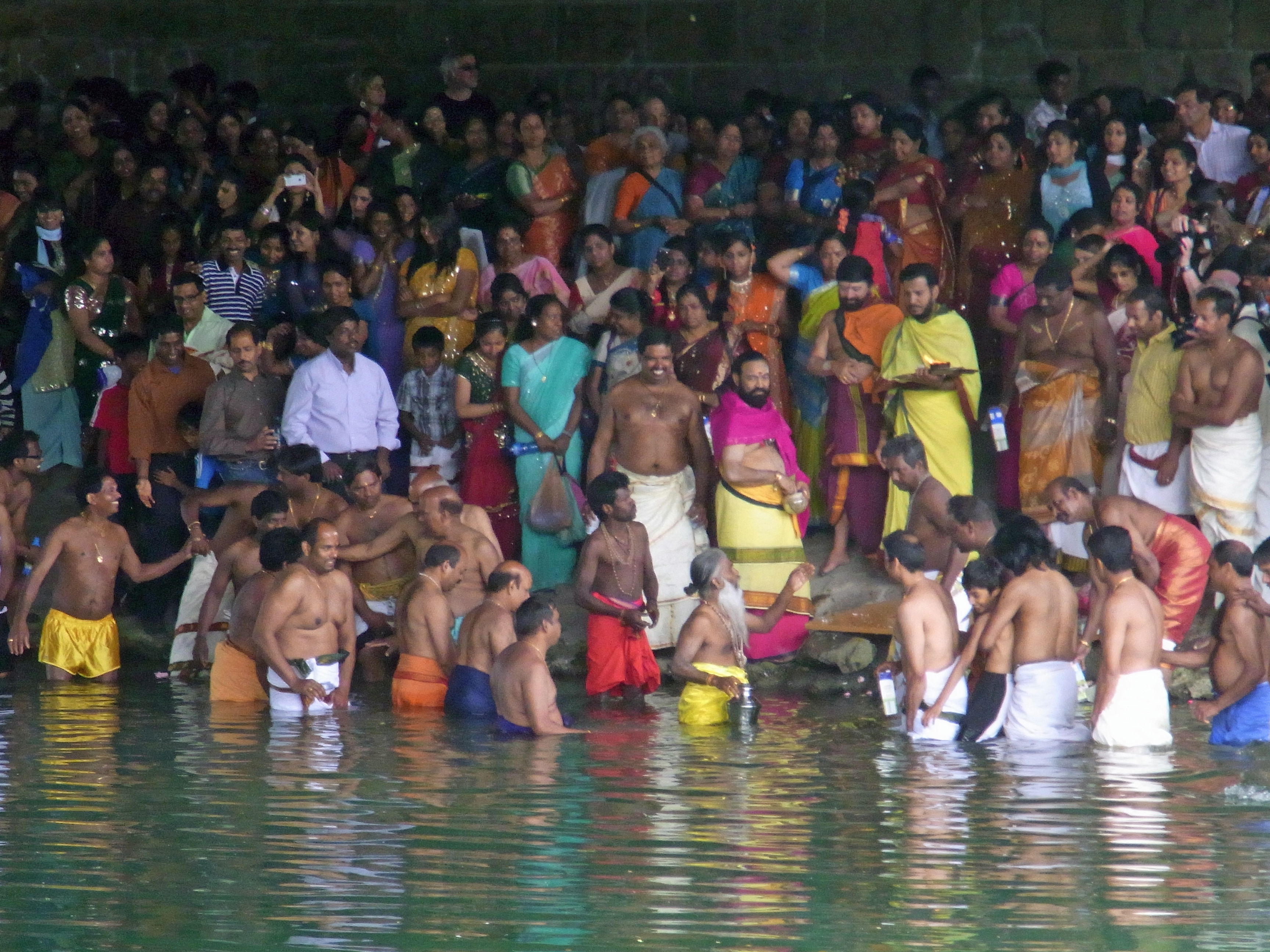
Rituelle Reinigung im Kanal

Neben einer regulär dreimal am Tag stattfindenden Puja, regelmäßig stattfindenden hinduistischen Hochzeiten und der Feier zahlreicher tamilischer Jahresfeste ist der Tempel vor allem durch sein jährliches, in zahlreichen Medienberichten erwähntes, entweder im Mai oder Juni stattfindendes Tempelfest bekannt.
Das jährliche, 14 Tage dauernde Tempelfest, bei dem im Rahmen einer Prozession die Statue der Göttin Kamadchi auf einem buntgeschmückten Wagen den Tempel umrundet und zugleich die Stadt und die in ihr lebenden Menschen segnet, besuchen über 15.000 Gläubige und Besucher. Sie soll dabei ihre neue Umgebung gezeigt bekommen und den Menschen bekannt gemacht werden. Daneben besteht der Zweck auch darin, die Fehler und Vergehen des vergangenen Jahres auszugleichen. Während der ganzen Prozession ist der gegenseitige Tausch von Blicken (Darshana) von größter Bedeutung.
Dabei werden regelmäßig ekstatische Tänze, begleitet von Trommelschlägen, von so genannten Kavadi-Tänzern, geschmückt mit Pfauenfedern und mit Milchtöpfen behängten Holzbügeln, durchgeführt. Daneben finden zahlreiche Kasteiungen statt, bei denen sich die Gläubigen Spieße und Haken in Nägel und Mund, Wangen und Rücken stecken, um so in Trance zu geraten. Teilweise hängen sie sich dabei auch an massiven Eisenhaken auf (sogenanntes Hakenschwingen). Dabei bluten sie nicht, was für die Gläubigen aber selbstverständlich ist, da sie sich unter dem besonderen Schutz der Göttin wähnen. Sie wollen damit der Göttin danken, ihr nahe sein und ihr ihre Liebe beweisen.

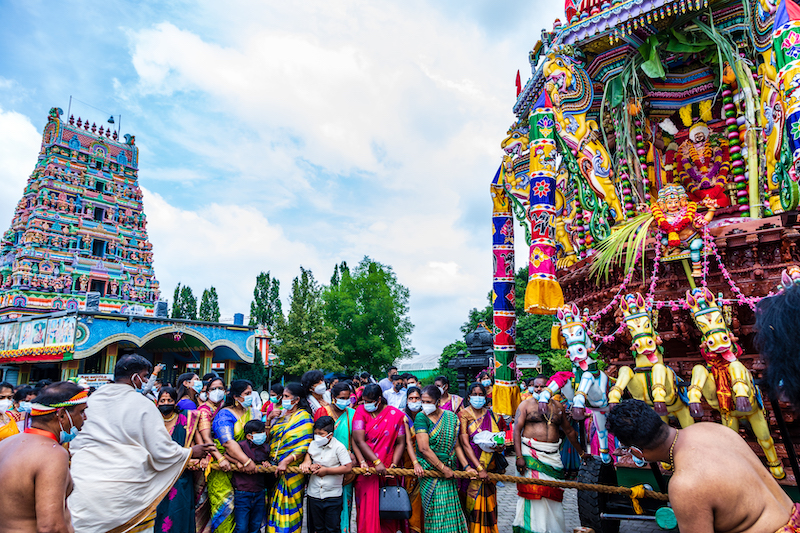
Tempelumzug im Jahr 2021 (11. Juli)

Aufgrund eines der Göttin abgegebenen Gelübdes rollen andere Personen währenddessen ihren Körper rund um den Tempel. Frauen tragen während der Prozession Feuertöpfe oder Kampfer-Töpfe auf dem Kopf umher. Gottesbesessenheit, Ekstase und Trance, wie sie im tamilischen Raum allgemein üblich sind, spielen während der Rituale eine wichtige Rolle.
Daneben beobachtet man aber auch ein Ritual, bei dem Kokosnüsse auf dem Boden entzweigeschlagen und so rituell geköpft werden – ein Substitutionsritual für in Südindien, besonders im tamilischen Raum oft stattfindende männliche Tieropfer, die im Tempel aber nicht geduldet werden.
Am Ende der Prozession wird das Götterbild der Kamakshi in den Datteln-Hamm-Kanal überführt und dort rituell gereinigt, bevor es wieder in den Tempel zurückkehrt.
Daneben findet auch unregelmäßig in Vollmondnächten sowie bei tamilischen Jahresfeiern die tantrische Verehrung mittels des Sri-Chakra-Symbols statt, eines abstrakten, dreidimensionalen Diagramms, auch Yantra (Sri Yantra) genannt, das sich auch unter dem Sitz der Göttin auf dem Tempelwagen befindet.

## Bedeutung
Der Hammer Kamadchi-Tempel wird oft als Zentrum und Hauptstadt des Hinduismus im Exil, des Diasporahinduismus, bezeichnet. Laut Martin Baumann kann er als „Zentrum hinduistischer Frömmigkeit“ aufgefasst werden. Er ist zu einem „Ort des Heimischwerdens der geflüchteten Tamilen und der Verwurzelung der neuen kulturell-religiösen-Tradition im Religionspluralismus Deutschland“ geworden. Er dient der Identitätsfindung und der Selbstvergewisserung und gibt Sicherheit in der Auseinandersetzung mit den Anforderungen der Aufnahmegesellschaft. Er soll der Integration der Tamilen dienen und ihnen eine Anbindung an die Heimat ermöglichen.
Die verschiedensten Hindu-Traditionen rücken hier eng aneinander, ohne dass dies zu ernsthaften Spannungen führt. Auf der einen Seite besteht „orthodoxes“, brahmanisches, sanskritisiertes Ritual, auf der anderen Seite zahlreiche tamilische und hinduistische Volkskulte. Es kommt zum Aufeinandertreffen zwischen „großer“ und „kleiner“ Hindu-Tradition, wie es sie so normalerweise nicht geben würde. Dabei findet jedoch keine Vermischung dieser Strömungen statt, sie alle bleiben stets unter sich. Es lässt sich also auch von einer Konfliktverdichtung sprechen.
Annette Wilke beschreibt das friedliche Neben- und Miteinander als Traditionsverdichtung, Popularisierung, Schnittstelle, Neukonstruktion und Neuaushandlung von Hindu-Traditionen. Der Tempel bietet sowohl tamilischen Sri-Lankesen als auch Indern eine Möglichkeit ihre Religion in der Fremde auszuüben und so ihre Traditionen zu bewahren.
Zwar bevorzugt Sri Pascaran, der sich selber in der Tradition der Shankaracharyas sieht und dem Lingayat- bzw. Virashaiva-Richtung zuzuordnen ist, orthodoxes bzw. brahmanisches, sanskritisiertes Ritual, duldet jedoch auch eigene tamilische Praktiken, obwohl er diese nicht besonders fördert und viele von ihnen für grausam hält.
Im Tempel selber treffen die unterschiedlichsten Traditionen aufeinander, sri-lankesische Agama-Tradition der Shivasiddhantas, südindische, apokryphe Shankara-Strömung mit gelebtem Smarta-Hinduismus sowie zahlreiche tamilische Volkskulte, daneben sporadisch auch das esoterische, tantrische Ritual der „Srividya-Tradition“.
Der Hammer Tempel ist zu einer zweiten Heimat tamilischer Gläubiger geworden. Ihre Bereitschaft, sich dauerhaft in Deutschland niederzulassen, erkannte man daran, dass sie viel Zeit und Geld in den Tempel investieren (die Spenden, die den Tempel finanzierten, stammten vorwiegend von tamilischen Gläubigen). Baumann zufolge besitzt ein Großteil von ihnen bereits die deutsche Staatsangehörigkeit und ist längst integriert. Dies erkenne man auch an der Offenheit der Gläubigen gegenüber fremden Kulturen und der Bereitschaft, sie mit der Hindugemeinde bekannt zu machen. Integration sei somit eine gegenseitige Sache und hier längst erfüllt.
Besuchern und Interessierten aller Art bietet er eine Gelegenheit, mehr über Religion, Kultur, Tradition und hinduistische Götter zu erfahren.

## Standortwahl
Für die Standortwahl des Tempels im Industriegebiet von Hamm gab es vor allem vier Gründe:
Erstens brauchte man Platz für die immer größer werdende tamilische Flüchtlingsgemeinschaft. Darüber hinaus hätte der Bau des Tempels anderswo weit mehr gekostet. Das Gewerbegebiet im Ruhrgebiet ist recht kostengünstig. Außerdem wurden mit dem Bau des Tempels außerhalb des Stadtzentrums Streitigkeiten und verbale Auseinandersetzungen, wie es sie vorher gab, weitgehend vermieden.
Der zweite, weit wichtigere Grund ist die Anwesenheit von fließendem Wasser in der Nähe, denn zu Festen sind rituelle Waschungen der jeweiligen Gottheit unerlässlich und von zentraler Bedeutung. Hinzu kommt also besonders der sich unweit des Tempels befindende Datteln-Hamm-Kanal, in dem das Bildnis der Göttin zum Abschluss des Festes gewaschen wird und der für sie einen heiligen Fluss, ähnlich dem Ganges in Indien, darstellt.
Der dritte Grund hat mehr etwas mit dem zentralen Priester Sri Pascaran selbst zu tun. Als dieser als Bürgerkriegsflüchtling aus Sri Lanka nach Deutschland kam, ging er zunächst in die DDR. Dort wurde er aber nach West-Berlin verwiesen. Dort hatte er die Wahl, entweder einen Einreiseantrag zu stellen oder nach Westdeutschland zu reisen. Paskaran entschied sich für die BRD und ließ sich in Hamm nieder.
Der vierte Grund ist ein sehr pragmatischer, naheliegender. Der Standort wurde wegen der zentralen Verkehrsanbindung gewählt, die es für die Bauarbeiter und die anschließenden Besucher leichter machte, problemlos zum Tempel zu gelangen. Darüber hinaus verfügt der Tempel über einen großen Parkplatz für die zahlreichen Besucher.

## Erwähnenswertes
Der Sri-Kamadchi-Ampal-Tempel war der erste hindu-tamilische Tempel Deutschlands, in dem eine Prozession stattfand. Dort werden deutschlandweit die meisten Gelübde (vratas) abgegeben.
Er war 1989 einer der ersten Hindu-Tempel Deutschlands; es gab zu diesem Zeitpunkt nur vier weitere.

## Tourismus

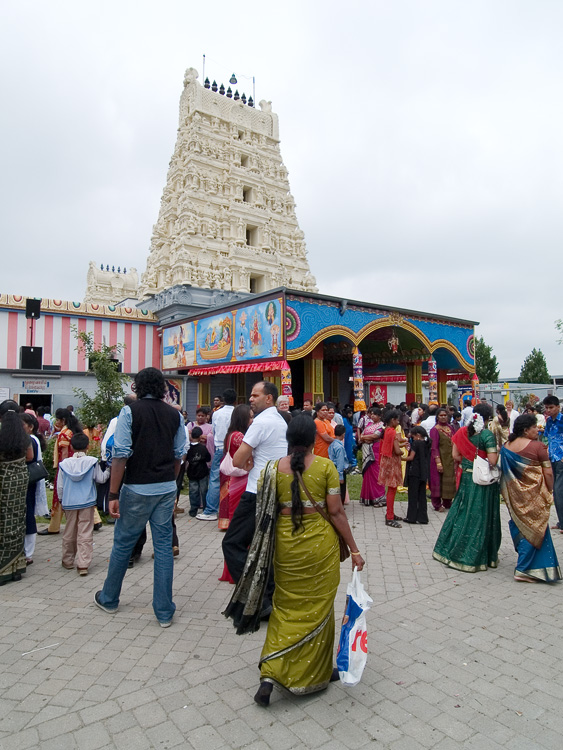
Sri-Kamadchi-Ampal-Tempelfest 2007

Das Tempelfest zieht seit der Einweihung und Eröffnung 2002 jedes Jahr mehr Touristen an. 2006 wurden etwa 20.000 Besucher gezählt, darunter etwa ein Viertel Schaulustige. Zu diesem Zweck wurden Priester aus aller Welt eingeflogen, um den Tempel und die Göttin selber zu segnen und sie so mit Shakti aufzuladen. Die Weihefeierlichkeiten dauerten 45 Tage, wodurch man für die besondere rituelle Reinheit des Areals sorgen wollte. Es fanden verschiedene rituelle Waschungen sowie Feueropfer statt. Die Priester bestiegen den Gopuram und überschütteten ihn mit Wasser. Höhepunkt für die zahlreichen Gläubigen und Besucher war die rituelle Waschung und Ankleidung der Göttin Kamakshi, die sie mit Öl übergießen und anfassen durften. Im Jahr 2007 zog das Tempelfest ca. 30.000 Gläubige und Besucher an. Der Tempel und die Puja selber ziehen jeden Tag ungefähr 300 Besucher an. Vom Hammer Architekten des Tempels, Heinz-Rainer Eichhorst, werden jeden Tag Führungen angeboten.
Es darf nichts in die Nähe oder in den Tempel selbst gelangen, was diesen verunreinigen oder entweihen könnte. So ist es verboten, Hunde und Katzen mitzubringen, Fleisch zu verzehren, Schuhe zu tragen oder Alkohol oder Zigaretten zu konsumieren. Frauen werden gebeten, während der Menstruation den Tempel nicht zu betreten. Es wird ausdrücklich darum gebeten, während der Pujas nicht zu fotografieren oder zu filmen. Das Sanktuarium mit der zentralen Statue der Göttin ist für Besucher tabu, dieses dürfen nur die Priester betreten und berühren.